# Brachymeles bicolandia
Espèce
Brachymeles bicolandia est une espèce de sauriens de la famille des Scincidae.

## Répartition
Cette espèce est endémique de la péninsule de Bicol sur l'île de Luçon aux Philippines.

## Étymologie
Le nom spécifique bicolandia fait référence à la péninsule de Bicol.

## Publication originale
- Siler, Fuiten, Jones, Alcala & Brown, 2011 : Phylogeny-Based Species Delimitation in Philippine Slender Skinks (Reptilia: Squamata: Scincidae) II: Taxonomic Revision of Brachymeles samarensis and Description of Five New Species. Herpetological Monographs, vol. 25, no 1, p. 76-112 (texte intégral).